# إدي باركلي
إدي باركلي (بالفرنسية: Eddie Barclay) (و. 1921 – 2005 م) هو عازف جاز، وعازف بيانو، ومنتج أسطوانات، وملحن، ومؤلفو موسيقى تصويرية فرنسي، ولد في باريس، يستخدم آلات بيانو، توفي في بولون-بيانكور، عن عمر يناهز 84 عاماً.

## وصلات خارجية
- إدي باركلي على موقع IMDb (الإنجليزية)
- إدي باركلي على موقع ميوزك برينز (الإنجليزية)
- إدي باركلي على موقع ميوزك برينز (الإنجليزية)
- إدي باركلي على موقع أول ميوزيك (الإنجليزية)
- إدي باركلي على موقع ديسكوغز (الإنجليزية)
- إدي باركلي على موقع ديسكوغز (الإنجليزية)
- إدي باركلي على موقع قاعدة بيانات الفيلم (الإنجليزية)

- إدي باركلي في قاعدة بيانات الأفلام على الإنترنت